# Reprezentacja Aruby w piłce siatkowej kobiet
Reprezentacja Aruby w piłce siatkowej kobiet to narodowa reprezentacja tego kraju, reprezentująca go na arenie międzynarodowej.

## Mistrzostwa Ameryki Północnej, Środkowej i Karaibów
Drużyna jeszcze nigdy nie wystąpiła na Mistrzostwach Ameryki Północnej, Środkowej i Karaibów.